# Guido Rennert

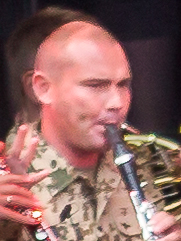
Guido Rennert, 2015

Guido Rennert (* 19. Januar 1973 in Torgau) ist ein deutscher Klarinettist, Komponist und Arrangeur im Bereich der Blasmusik. Er ist Stabsfeldwebel beim Musikkorps der Bundeswehr.

## Leben
Guido Rennert lernte ab 1983 Klarinette in der Musikschule Torgau. Bereits in jungen Jahren komponierte er erste kleinere Stücke für unterschiedliche Besetzungen. Im Alter von 18 Jahren trat er 1991 in den Militärmusikdienst der Bundeswehr ein und wurde Teil des Ausbildungsmusikkorps und studierte in Verbindung damit von 1992 bis 1996 an der Robert Schumann Hochschule Düsseldorf bei Ekkehardt Feldmann Klarinette.
Von da an beschäftigte er sich mit dem Komponieren und Arrangieren größerer Werke. Es folgten zahlreiche Aufträge sowohl für Solowerke, als auch für große sinfonische Orchesterwerke und Zusammenarbeiten u. a. mit Martin Böttcher, Jiggs Whigham und German Brass. Rennert wirkt außerdem als Filmkomponist für Fernsehen und Kino.
Guido Rennert ist Klarinettist beim Musikkorps der Bundeswehr in Siegburg. Im April 2001 gründete er zusammen mit seinem Musikkorps-Kameraden Gerd Außem den „AuRen Musikverlag“.
Für die Serenade beim Großen Zapfenstreich zur Verabschiedung von Angela Merkel aus dem Amt als Bundeskanzlerin Anfang Dezember 2021 schuf Rennert ein Arrangement des von Merkel gewünschten Nina-Hagen-Hits Du hast den Farbfilm vergessen für Blasorchester.
Zur künstlerischen Aufarbeitung der Flutkatastrophe im Ahrtal im Bundesland Rheinland-Pfalz im Sommer 2021 schrieb Guido Rennert ein klassisches Werk mit dem Titel 2021 – Die Jahrtausendflut, das am 30. März 2025 durch das Sinfonische Blasorchester Bitburg-Prüm im Veranstaltungshaus Trifolion Echternach seine Uraufführung erfuhr. Neben einer herkömmlichen Instrumentierung erklingt in dem Werk eine mit Handkurbel gedrehte Sirene. Die Uraufführung fand im Rahmen des Festkonzerts zum 30-jährigen Jubiläum des Sinfonischen Blasorchesters Bitburg-Prüm statt.

## Werke (Auswahl)
Kompositionen für Blasorchester
- 2016: Hamburg – das Tor zur Welt
- 2016: Oswald Boelcke Marsch
- 2014: Wir sind das Volk – eine Freiheitssymphonie
- 2006: Deutscher Marsch (Konzertmarsch)
- 2001: Gruß aus Bornheim
- 2001: Jubilee march (Konzertmarsch)
- 2001: Ohne Grenzen (Marsch)

Kompositionen für andere Besetzungen
- 2016: Musica viva (großes Blechbläserensemble und Perkussion)
- 2003: Konzert Nr. 1 für Es-Altsaxophon und sinfonisches Blasorchester
- 2002: Du bist die Schönste (Dixie-Besetzung)
- 2001: Just married (Tango; Bigband)

Arrangements für Blasorchester
- 2021: Du hast den Farbfilm vergessen
- 2016: Udo Jürgens – das Beste!
- 2014: Dem deutschen Jäger – berühmte Lieder und Signale der deutschen Jägerschaft
- 2014: Vom Frühling – traditionelle deutsche Lieder über den Frühling
- 2014: Vom Wandern – traditionelle deutsche Lieder über das Wandern
- 2003: No Angels in concert – Tophits der gleichnamigen Girly Group
- 2003: Saturday night fever – Medley aus dem gleichnamigen Musical
- Wir freuen uns auf Weihnachten
- Drei Haselnüsse für Aschenbrödel
- Marsch der Soldaten des Robert Bruce

## Auszeichnungen
- 2011: Sonderpreis für eine besonders förderungswürdige Komposition beim Kompositionswettbewerb von Franz-Xaver-Schönwerth-Gesellschaft und Nordbayerischem Musikbund[5]
- 2014: Prädikat „Empfohlen vom Verband deutscher Musikschulen“ für Sax & Moritz[6]